# بيسي مارش بروير
بيسي مارش بروير هي رسامة كندية، ولدت في 1884 في تورونتو في كندا، وتوفيت في 1952 في نيويورك في الولايات المتحدة.